# Zamak (cinkova slitina)
Zamak je slitina cinka s aluminijem, magnezijem i bakrom.Proizvodnja slitina ovog tipa započela je 1929. u SAD (New Jersey Zinc Company).
Postoji više slitina ovog tipa,najpoznatija je zamak 3 sastava 3,8–4,2 % Al i 0,035–0,06 % Mg, ostalo cink, uz nju u komercijalnoj su uporabi još zamak 2, 5,i 7. Svim je ovim slitinama zajedničko da sadrže oko 5 % aluminija.Ove se slitine mogu elektroplatirati, bojati te dodatno štititi od korozije putem kromatiranja. Glavna je namjena   ovih slitina tlačni lijev.